# Cloud Nothings
Cloud Nothings — американская рок-группа из Кливленда, штат Огайо.

## История
Дилан Балди начал сочинять музыку в 2009 году, чтобы скоротать время между занятиями в Университете Кейс Вестерн резерв. Первые песни под именем Cloud Nothings, в том числе получившая известность в блогосфере «Hey Cool Kid» (вошла в альбом Turning On 2010 года), были записаны на компьютере в подвале дома Балди в Вестлейке. Концертный промоутер, пригласивший Cloud Nothings сыграть концерт в Нью-Йорке в декабре 2009 года, уговорил Балди спешно собрать настоящую группу и прекратить обучение, чтобы посвятить музыке всё своё время.
Второй альбом Cloud Nothings (одноимённый 2011 года) Балди записал в Балтиморе с продюсером Честером Гваздой.
Третий альбом группы Attack on Memory, спродюсированный Стивом Альбини, был выпущен 24 января 2012 года.

## Состав
- Дилан Балди — гитара, вокал
- Ти-Джей Дьюк — бас-гитара
- Джейсон Герич — ударные

## Дискография

### Студийные альбомы
- Turning On (Carpark Records, 12 октября 2010)
- Cloud Nothings (Carpark Records, 25 января 2011)
- Attack on Memory (Carpark Records, 2012)
- Here and Nowhere Else (Carpark Records, 2014)
- Life Without Sound (Carpark Records, 27 января 2017)
- Last Building Burning (Carpark Records, 19 октября 2018)

### Синглы
- «Hey Cool Kid» (Wichita Recordings, 2010)
- «Play Didn’t You» (Old Flame, 2010)
- «Leave You Forever» (True Panther Sounds, 2010)
- «No Future/No Past» (Carpark Records, 2012)
- «I’m Not Part of Me» (Carpark Records, 2014)
- «Psychic Trauma» (Carpark Records, 2014)